# واندریل لوفور
واندریل لوفور (انگلیسی: Wandrille Lefèvre؛ زادهٔ ۱۷ دسامبر ۱۹۸۹) بازیکن فوتبال اهل فرانسه است.
از باشگاه‌هایی که در آن بازی کرده‌است می‌توان به باشگاه فوتبال مونترال اشاره کرد.
وی همچنین در تیم ملی فوتبال کانادا بازی کرده‌است.